# Podiplomska šola za inovativne posle v Moskvi
Podiplomska šola za inovativne posle v Moskvi (rusko Высшая школа инновационного бизнеса МГУ) je javna fakulteta, ki ponuja študij inovacij in deluje v sklopu Moskovske državne univerze; ustanovljena je bila leta 2006.